# Female:pressure
female:pressure ist ein internationales feministisches Netzwerk von Frauen, die in der elektronischen Musik und digitalen Kunst arbeiten. Das Netzwerk wurde 1998 von Electric Indigo, Acid Maria, Gudrun Gut und anderen gegründet.

## Ziele und Aktivitäten
Das Netzwerk wurde zur Förderung der gegenseitigen Unterstützung und Kommunikation sowie als Informationsquelle über Künstlerinnen, die sich mit elektronischer Musik beschäftigten, geschaffen. Es betreibt eine eigene Open-Source-Datenbank, auf der sich weibliche, transgender und nichtbinäre DJs, Musikerinnen, Produzentinnen, bildende Künstlerinnen und Labelbetreiberinnen registriert haben, sowie eine Musik-Sharing-Plattform und zwei Mailinglisten. Darüber hinaus strahlen Radiostationen in Berlin, Wien und Hamburg Sendungen unter dem Titel female:pressure aus, und in europäischen Städten werden female:pressure-Clubnächte veranstaltet. Wie Riot Grrrl, Ladyfest und Girls Rock Camp stellt sich female:pressure gegen die Benachteiligung von Frauen in der Musikszene und möchte diese Ungleichbehandlung beseitigen.
Seit 2013 wird zweijährlich der Facts Survey veröffentlicht; eine Datenerhebung, mittels der die Genderanteile der Auftretenden bei wichtigen Elektronikmusikfestivals und innerhalb der elektronischen Musikszene erfasst werden. Aus dem Netzwerk sind gemeinsame Aktionen entstanden, wie z. B. das Perspectives Festival, um „auf die andauernde Unterrepräsentanz von Musikerinnen in der Clubkultur aufmerksam zu machen“.
2016 verzeichnete das Netzwerk über 1600 Künstlerinnen aus 65 Ländern. Zum internationalen Frauentag 2016 veröffentlichte die Organisation eine audio-visuelle Kompilation auf Bandcamp, dessen Erlös direkt an das kurdische Frauenprojekt Rojava’s village for women project in Syrien ging.
2018 konstatierte Bianca Ludewig, dass mit dem 20-jährigen Bestehen von female:pressure die seitdem regelmäßig durchgeführten Facts Surveys Aufmerksamkeit für das Problem geschaffen hatten:

“...one could wonder why only numbers and graphics started to raise attention, even though founder Electric Indigo and other active musicians who became members like Acid Maria, Tina 303, Gudrun Gut, Donna Maya, Chra, Xyramat, Monika Kruse, AGF or internationally Miss Djax have been around in the scene(s) since the 1990s. And ever since, they try to bring awareness to the static situation of invisibility (or muting) of female musicians and activists from the scenes and its histories. Why did it need numbers and graphics to raise attention for this issue? Why have not they been heard all along?”

„...man konnte sich nur fragen, warum Zahlen und Grafiken für Aufmerksamkeit sorgten, obwohl Gründerin Electric Indigo und andere aktive Musikerinnen wie Acid Maria, Tina 303, Gudrun Gut, Donna Maya, Chra, Xyramat, Monika Kruse, AGF und international Miss Djax seit den 1990ern tief in der Szene verwurzelt waren. Seitdem versuchten sie, auf die unveränderte Unsichtbarkeit (oder Unsichtbarmachung) weiblicher Musiker und Aktivsten in den Szenen und ihrer Geschichte hinzuweisen. Wozu brauchte es Zahlen und Grafiken, um darauf hinzuweisen? Warum wurden sie nicht von Anfang an gehört?“

2024 wurde dem Netzwerk von der Initiative Keychange der Innovation Award verliehen.

## Mitglieder
April 2023 waren nach eigenen Angaben über 3000 Mitglieder aus 85 Ländern aktiv, darunter:
- 2raumwohnung
- Acid Maria
- Antye Greie-Ripatti
- Cio D’Or
- Clara Moto
- Christina Nemec
- Electric Indigo
- Ellen Allien
- Gudrun Gut
- İpek İpekçioğlu
- Joyce Muniz
- Mia Zabelka
- Miss DJax
- Miss Kittin
- Monika Kruse
- Ostbam
- Perel
- Pia Palme
- Pilocka Krach